# Triepeolus lectiformis
Triepeolus lectiformis là một loài Hymenoptera trong họ Apidae. Loài này được Cockerell mô tả khoa học năm 1925.